# Balsafa
A balsafa (Ochroma pyramidale, szinonimája O. lagopus) gyorsan és magasra növő fafaj, kifejlett egyedei a 30 méteres magasságot is elérhetik . Főként Dél-Amerika trópusi esőerdeinek északi részétől Mexikó déli részéig őshonos. Örökzöld, illetve száraz időszakban lombhullató. Ha a szárazság elhúzódik, a fatörzs átmérője (30–50 cm) kisebb lesz. A neve a spanyol balsa (ejtsd balsza, jelentése tutaj) szóból ered.
A faanyag nagyon puha, könnyű és nyílt erezetű. Száraz testsűrűsége 100–200 kg/m³, átlagos testsűrűsége 140 kg/m³ (alig egyharmada a legtöbb keményfáénak). Ezek a tulajdonságai teszik ideálisan alkalmazható anyaggá a modellépítésben, valamint úszóképes eszközökben (mentőmellény stb.) is alkalmazzák. Thor Heyerdahl is ezt alkalmazta Kon-Tiki nevű tutajához. Széles körű alkalmazhatóságát bizonyítja a halászatban használt facsapdák sokasága, kis testsűrűsége miatt nagyon rugalmas, a belőle épített rácsos tartószerkezetek teherbírása meglehetősen magas. Ilyenek a statikai tesztelésre épített fa modellhidak, illetve repülőgépek vázszerkezeteinél is alkalmazzák más könnyűfákkal együtt. Ebből a fából készült például a második világháborúban tervezett és alkalmazott de Havilland Mosquito sárkányszerkezete is. Alkalmazták a Chevrolet Corvette Z06 mennyezeti szendvicspaneljében két karbonszálas lap közé ragasztva. Ilyen anyagból készülnek a teniszütők egyes részei, balsalemezt szoktak alkalmazni a fanemesítés során készített rétegelt, illetve furnér falemezekben is. Alkalmazzák még minőségi szörfdeszkákban is. Filmdíszletek készítésénél is használják: a díszlet azon elemei készülnek belőle, amelyeknek az – általában verekedési – jelenetek koreográfiája szerint el kell törniük.

## Képek

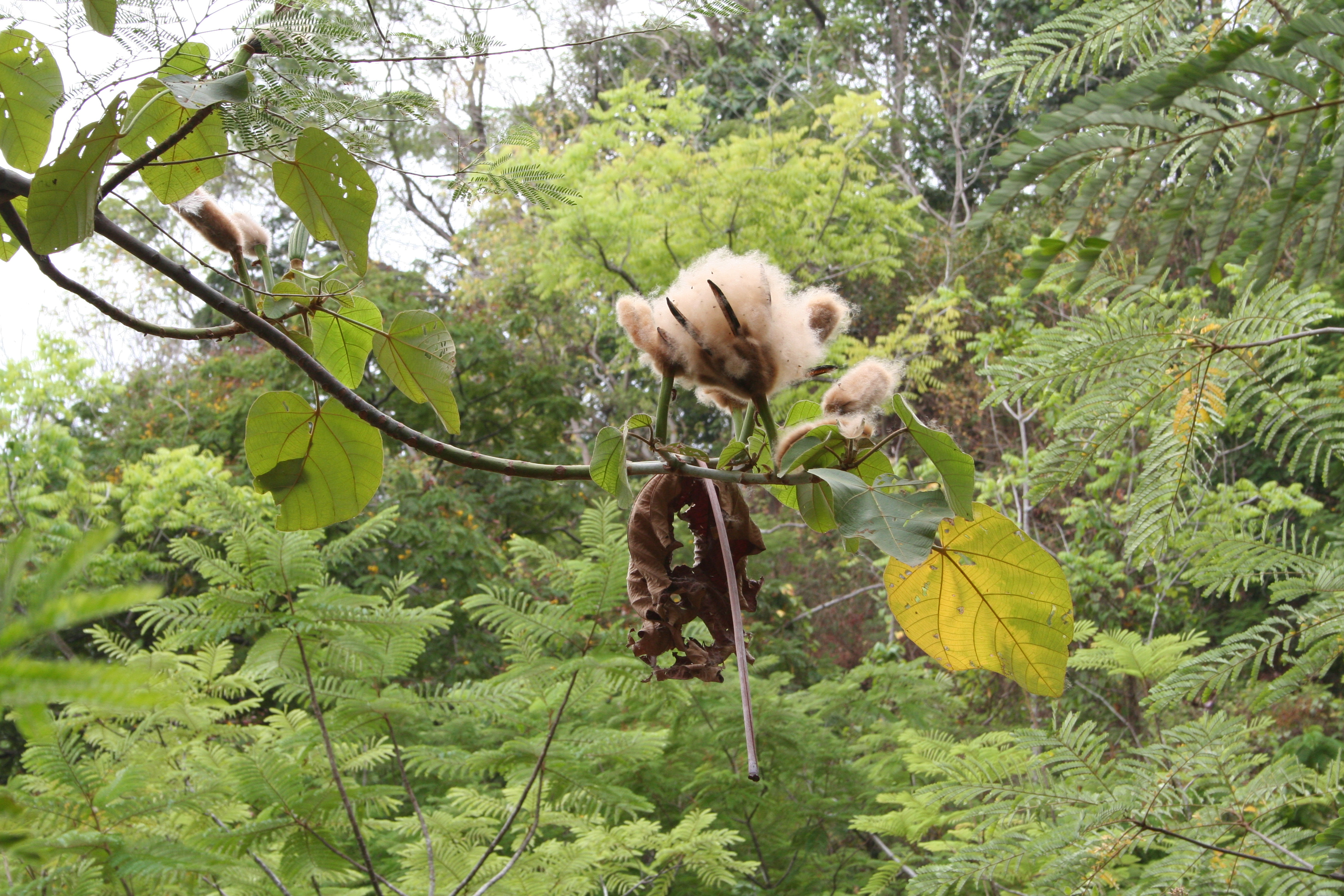
Termése és levele
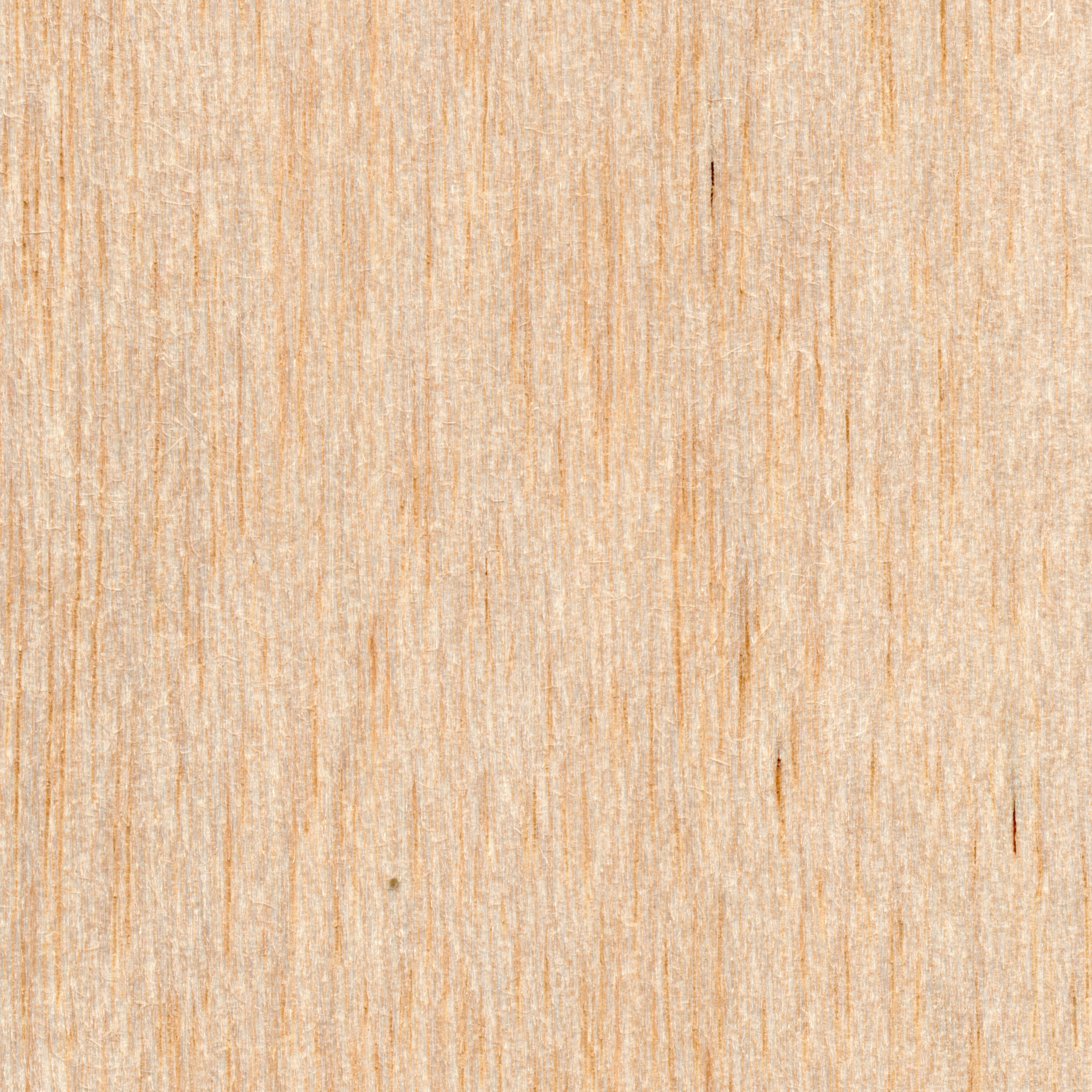
A balsafa textúrája